# إديث جونز
إديث جونز (بالإنجليزية: Edith Jones) (و. 1949 – م) هي قاضية، ومحامية من الولايات المتحدة الأمريكية ولدت في فيلادلفيا، بنسيلفانيا.

## التعليم
تعلمت في جامعة كورنيل.